# Willem Karel Dicke
Willem Karel Dicke, född 15 februari 1905 i Dordrecht, Nederländerna, död 27 april 1962 i De Bilt, nederländsk barnläkare som forskade på celiaki och glutenallergi, och var den förste att utveckla den glutenfria kosten. Han presenterade sin avhandling 1950 där han gjort systematiska studier på barn före och under andra världskriget.

## Biografi
Åren 1922 till 1929 studerade Dicke medicin vid universitetet i Leiden och var därefter specialiserad på pediatism på Juliana Children's Hospital i Haag från 1929 till 1933. År 1936, bara 31 år gammal, blev han medicinsk chef för sjukhuset. År 1957 utnämndes han till professor vid Utrechts universitet och blev medicinsk chef för Wilhelmina Kinderziekenhuis.
Dicke dog 1962 av cerebrovaskulära sjukdomar. Han var aktuell för Nobelpriset i medicin 1962, men hans död samma år gjorde nomineringen omdiskuterad eftersom priserna inte delas ut postumt. Netherlands' Society of Gastroenterology hade till hans ära instiftat en utmärkelse för att belöna den banbrytande forskningen inom området, och Dicke var själv den förste som fick motta Dickemedaljen i guld.

## Vetenskapligt arbete
Dicke publicerade sin första rapport om en vetefri diet i Het Nederlands Tijdschrift voor Geneeskunde 1941. (WK Dicke: A simple diet for Gee-Herter's Syndrome). På den tiden kallades celiaki fortfarande Gee-Herters syndrom.
Dickes upptäckt av orsaken till celiaki kan också delvis hänföras till den nederländska hungersnöden 1944 - 1945. Med vete i mycket liten tillgång uppkom det en förbättring av sjukdomstillstånden på en barnavdelning med celiakipatienter. Berättelser talar om de första efterlängtade brödleveranserna som gavs specifikt till (inte längre) sjuka barn, vilket ledde till ett omedelbart återfall. Därigenom kunde Dicke på 1940-talet bekräfta sin tidigare undersökta hypotes att veteintag förvärrade celiaki.
I sin avhandling 1950 om celiaki och vetefri kost, lade Dicke fram resultaten av den detaljerade koststudie han genomförde under flera år på Juliana Children's Hospital på en patient med celiaki.
Under 1940- och 1950-talen utvecklade han den glutenfria kosten och förändrade behandlingssättet och ödena för barn som är sjuka i celiaki. I hans experiment utmanades barn med olika spannmål enligt ett strikt dietprotokoll med mätning av total fekal produktion, fekal fetthalt och fettabsorptionskoefficienten beräknades. Baserat på dessa resultat kunde han dra slutsatsen att vetemjöl, men inte välrenad vetestärkelse (amylum), eller rågmjöl, utlöste anorexi, den ökade fekala produktionen och steatorré, som är vanlig hos celiakipatienter.